# ゲイリー・タック
ゲイリー・ロバート・タック（Gary Robert Tuck、1954年9月6日 - ）は、アメリカ合衆国・ニューヨーク州モンゴメリー郡アムステルダム出身の元プロ野球選手、指導者。

## 経歴

### 現役時代
1977年、モントリオール・エクスポズと契約。ルーキー級ガルフ・コーストリーグ・エクスポズでプレー。
1978年はA-級ジェームズタウン・エクスポズでプレー。
1979年はA+級ウエストパームビーチ・エクスポズでプレー。この年限りで引退した。

### 引退後
1980年、ノートルダム大学のアシスタントコーチに就任。
1981年、アリゾナ州立大学のコーチに就任した。その後ヒューストン・アストロズ傘下AAA級ツーソン・トロズのコーチに就任。
1986年、AA級コロンバス・アストロズの監督に就任。
1987年、A-級オーバーン・アストロズの監督に就任。
1988年、A級アッシュビル・ツーリスツの監督に就任。
1989年、ニューヨーク・ヤンキース傘下AAA級コロンバス・クリッパーズのコーチに就任。
1990年、ヤンキースのブルペンコーチに就任。
1991年、クリーブランド・インディアンス傘下A級ウォータータウン・インディアンスの監督に就任。翌年からインディアンスのスカウト担当に異動。
1996年、ヤンキース傘下A-級オネオンタ・ヤンキースの監督に就任。2年間務めた。
1998年、ヤンキースのキャッチング・インストラクターに就任。2年間務めた。
2006年、フロリダ・マーリンズのベンチコーチに就任。オフの11月13日にボストン・レッドソックスのブルペンコーチに就任した。
2013年1月29日にレッドソックスを退団した。12月20日にヤンキースのブルペンコーチに就任し、2015年まで務めた。

## 詳細情報

### 背番号
- 32（2006年）
- 57（2007年 - 2012年）
- 60（2014年 - 2015年）